# سليمان بشير
سليمان بشير (مواليد 1947 - وفاة 1991) كان باحثًا وأستاذًا فلسطينيًا بارزًا، درّس في جامعة بيرزيت، جامعة النجاح الوطنية، والجامعة العبرية في القدس. اشتهر بشير بعمله في تأريخ الإسلام المبكر.

## الحياة والتعليم
ولد بشير في قرية المغار في شمال فلسطين، حيث درس في الجامعة العبرية في القدس للحصول على درجة البكالوريوس (1971) وماجستير (1973). وفي عام 1976، حصل على الدكتوراه في جامعة لندن عن أطروحته «الشيوعية في الشرق العربي»، والتي نشرت باللغتين العربية والإنجليزية.
توفي الأديب سليمان بشير في تشرين الأول من عام 1991 م إثر نوبة قلبية، وأنهى حياته المهنية الواعدة، وأنتج في السنوات الست الأخيرة من حياته، ما لا يقل عن خمسة عشر مقالة منشورة.

## أطروحة
احتل الأديب بشير عناوين الصحف الدولية إثر إصابته بجروح بعد زعمه أن طلابه قاموا بإلقائه من نافذة الطابق الثاني في جامعة نابلس بالضفة الغربية عندما قال إن الإسلام تطور كدين تدريجياً ضمن السياق التاريخي لليهودية والمسيحية بدلاً من كونه وحي من النبي. وأنكرت زوجة بشير الدكتورة ليلى فيضي هذه الحادثة، إذ كتبت في رسالة بالبريد الإلكتروني، «يرجى ملاحظة أن سليمان لم يتعرض لهجوم أو إصابة من قبل طلابه؛ ولم يتعرض للهجوم الجسدي من قبل أي شخص آخر. لقد سئلت هذا السؤال مليون مرة».
تأريخ بشير عن الإسلام المبكر لم يأخذ في الاعتبار تطور العادات والمعتقدات الدينية فحسب، بل أيضاً تتبع كيف عاودت الأجيال اللاحقة إعادة صياغة الماضي من أجل تلبية احتياجات عصرهم. مثل أعمال باتريشيا كرون، مايكل كوك، جون وانسبرو، مارتن هندس، جيرالد هوتنج، كريستوف لوكسنبرغ، غرد روديغر بوين، أندرو ريبين، غونتر لولينغ، وغيرهم من المؤرخين من صدر الإسلام، تحدى بحث بشير ما اعتبره حكاية موحدة لبداية الإسلام.

## الكتب والمقالات
- الشيوعية في الشرق العربي: 1918-1928. لندن: إيثاكا برس، 1980.
- مقدمة في التأريخ الأخر: نحوى قرؤة جديدة للرواية الإسلامية [ مقدمة في التاريخ الآخر: نحو قراءة جديدة للتقاليد الإسلامية ]. القدس، 1984. [عربى]
- " القرآن 2: 114 والقدس ". نشرة كلية الدراسات الشرقية والأفريقية 52.2 (1989): 215-238.
- " اليمن في أوائل الإسلام: دراسة التقاليد غير القبلية ". أرابيكا 36.3 (نوفمبر 1989): 327-361.
- «تضحية إبراهيم لابنه والقضايا ذات الصلة». Der Islam 67 (1990): 243-277.
- " لقب " فارق «وارتباطه بعمر الأول». Studia Islamica 72 (1990): 47-70.
- «نهاية العالم ومواد أخرى عن الحروب الإسلامية البيزنطية المبكرة: مراجعة للمصادر العربية». مجلة الجمعية الملكية الآسيوية الثالثة. 1.2 (1991): 173-207.
- " عاشوراء، صوم مسلم مبكر ". Zeitschrift der Deutschen Morgenländischen Gesellschaft 141.2 (1991): 281-316.
- «مهمة دحية الكلبي والوضع في سوريا». دراسات القدس باللغة العربية والإسلام 14 (1991): 84-114.
- «قبلة مشرقة والصلاة الإسلامية المبكرة في الكنائس». العالم الإسلامي 81 (1991): 267-282.
- «ركوب البهائم في المهام الإلهية: دراسة تقاليد الحمار والجمال». مجلة الدراسات السامية 36.1 (ربيع 1991): 37-75.
- «صور مكة: دراسة حالة في الأيقونات الإسلامية». Le Muséon 105 (1992): 361-377.
- «نهاية العالم الإسلامية والساعة: دراسة حالة في التفسير التقليدي». الدراسات الشرقية الإسرائيلية 13 (1993): 75-99.
- «عن أصل وتطور الزكاة في الإسلام المبكر». أرابيكا 40 (1993): 84-113.[4]
- " القنوت في التفسير والحديث والآداب. دراسات القدس باللغة العربية والإسلام 19 (1995): 36-65.
- العرب وغيرهم في أوائل الإسلام. برينستون: داروين برس، 1997.
- جذور الوصاية الأردنية: دراسة في وثائق الأرشيف الصهيوني. بيروت: دار قدمس، 2001. [عربى]
- دراسات في التقاليد الإسلامية المبكرة. دراسات مجمعة باللغة العربية والإسلام. القدس: مؤسسة ماكس شلوسنجر التذكارية، الجامعة العبرية في القدس، 2004.
  - يجمع هذا المؤلف ثلاثة عشر مقالة منشورة مذكورة أعلاه، بالإضافة إلى الدراستين التاليتين اللتين لم تنشرا: «حنيفية والحج » و«يسوع في شهادة إسلامية مبكرة والقضايا ذات الصلة: منظور جديد».

## ببليوغرافيا
- ستيوارت ، ديفين ج. مراجعة سليمان بشير، دراسات في التقاليد الإسلامية المبكرة (القدس: مؤسسة ماكس شلوسنجر التذكارية، الجامعة العبرية في القدس، 2004). المجلة الدولية لدراسات الشرق الأوسط 41.2 (مايو 2009): 321-322.